# Battaglia di Boonville
La prima battaglia di Boonville è stata un episodio della guerra di secessione americana e venne combattuta a Boonville (nella contea di Cooper, in Missouri). Sebbene non sia stato uno scontro di grande entità per numero di uomini dispiegati e perdite subite, la battaglia ebbe un impatto importante in quanto la vittoria dell'Unione sul fiume Missouri.

## Contesto
Allo scoppio della guerra civile il Missouri, così come molti altri Stati cuscinetto fra Unione e Confederazione, era diviso al proprio interno tra i sostenitori del presidente Abraham Lincoln e i filo-sudisti. In particolare il governatore del Missouri, Claiborne Fox Jackson, spingeva per la secessione dello stato ma una convenzione di rappresentanti eletta per votare una risoluzione in questo senso, decise di non approvare l'ordinanza di secessione.
Tuttavia i filo-sudisti iniziarono ad organizzare una milizia di volontari, la Guardia dello Stato del Missouri, per “respingere l'invasione” dei nordisti. Vennero fatti numerosi tentativi per cercare di scongiurare che il conflitto interno allo stato degenerasse in uno scontro armato ma l'intransigenza del governatore Jackson fece naufragare ogni tentativo di mediazione.
Il 17 giugno 1861 Jackson e il comandante Sterling Price, temendo un attacco da parte delle truppe nordiste di Nathaniel Lyon, ordinarono di distruggere ponti e strade per frenare l'avanzata nemica. Nel frattempo la Guardia dello Stato del Missouri partirono alla volta di Boonville dove incontrarono le truppe di Lyon.

## La battaglia
Lo scontro tra i nordisti e gli uomini di Marmaduke durò meno di un'ora: i sudisti, male equipaggiati, vennero rapidamente sconfitti e furono costretti a ritirarsi mentre Lyon prendeva possesso della città di Boonville.

## Altre battaglie combattute a Boonville
Durante la guerra civile, a parte la battaglia del 17 giugno 1861, Boonville fece da teatro di altri tre scontri di minore importanza.

### Seconda battaglia di Boonville
La seconda battaglia di Boonville venne combattuta il 13 settembre 1861 quando il colonnello William Brown guidò 800 uomini della Guardia dello Stato del Missouri contro 140 soldati filo-unionisti della città di Boonville. A causa della forte pioggia i confederati avvolsero le loro bandiere in dei drappi neri che vennero interpretati dai nordisti come un segnale per indicare che ci sarebbe stato uno scontro senza quartiere. Motivati dalla prospettiva di uno scontro all'ultimo sangue, i nordisti sconfissero i confederati; lo stesso colonnello Brown rimase ucciso.

### Terza battaglia di Boonville
La terza battaglia di Boonville venne combattuta l'11 ottobre 1863 durante il Raid di Shelby. Le truppe del generale Joseph Shelby si scontrarono con le forze unioniste nella città che, ottenuti rinforzi, costrinsero i sudisti a ritirarsi verso ovest.

### Quarta battaglia di Boonville
La quarta battaglia di Boonville venne combattuta l'11 ottobre 1864 tra truppe nordiste ed alcuni elementi dell'Armata del Missouri del generale Sterling Price, che avevano occupato la città. I confederati riuscirono a sconfiggere i nordisti ma abbandonarono Boonville il giorno seguente.